# Скандриља
Скандриља (итал. Scandriglia) је насеље у Италији у округу Ријети, региону Лацио.
Према процени из 2011. у насељу је живело 1373 становника. Насеље се налази на надморској висини од 486 м.

## Становништво
Према резултатима пописа становништва 2011. у општини је живело 2.934 становника.
| 1931. | 1936. | 1951. | 1961. | 1971. | 1981. | 1991. | 2001. | 2011. |
| ----- | ----- | ----- | ----- | ----- | ----- | ----- | ----- | ----- |
| 2.820 | 2.794 | 2.712 | 2.304 | 1.945 | 1.823 | 2.097 | 2.426 | 2.934 |